# Platja de Castelldefels
La platja de Castelldefels és la platja que conforma el litoral marítim del municipi de Castelldefels (Baix Llobregat). Es subdivideix en tres sectors: platja de la Pineda (2.090 m), platja de Lluminetes (770 m) i platja del Baixador (1.980 m). Forma part d'un areny encara més extens que porta des del Port Ginesta, al peu del massís calcari del Garraf, fins a la desembocadura del riu Llobregat. Limita a ponent amb el terme municipal de Sitges, a l'alçada del carrer Cova Fumada, on es prolonga amb la platja de les Botigues, i a llevant limita amb el terme municipal de Gavà, a l'alçada del carrer d'Alcanar, on es prolonga amb la platja de l'Estany. Orientada al sud, té una longitud total de 4.840 metres i una amplada mitjana de 111 metres, està formada per sorra de gra fi i el pendent d'entrada al mar és molt poc pronunciat, amb fons marí de sorra.
Un passeig marítim recorre tota la platja, on hi ha bars i restaurants. Disposa de tot tipus de serveis, així com de rampes d'accés i altres facilitats per a persones amb mobilitat reduïda. És molt adequada per practicar el windsurf i el kitesurf, ja que sovint bufen forts vents. El Club Nàutic Castelldefels hi té les seves instal·lacions, amb l'Escola Nàutica Garbí, que ofereix cursos de windsurf, kitesurf, surf, caiac, paddle, etc.
L'Agència Catalana de l'Aigua efectua un control quinzenal de la qualitat de l'aigua, durant la temporada de bany, amb el resultat d'excel·lent. Les platges de Lluminetes i del Baixador estan guardonades amb la Bandera Blava, que reconeix internacionalment la qualitat de l'aigua i serveis. Està adherida al distintiu Compromís Biosphere dins de la marca turística Costa de Barcelona.